# Liu Qing
Liu Qing (chiń. upr. 柳青; pinyin Liǔ Qīng; ur. 6 sierpnia 1964) – chińska koszykarka, występująca na pozycji środkowej, reprezentantka kraju, multimedalistka międzynarodowych imprez koszykarskich.

## Osiągnięcia
Na podstawie, o ile nie zaznaczono inaczej.

### Reprezentacja
Drużynowe
- Mistrzyni igrzysk azjatyckich (1982, 1986)[3]
- Wicemistrzyni:
  - olimpijska (1992)[4]
  - igrzysk azjatyckich (1990)[5]
- Brązowa medalistka:
  - olimpijska (1984)[6]
  - mistrzostw świata (1983)[7]
- Uczestniczka:
  - igrzysk olimpijskich (1984, 1988 – 6. miejsce, 1992)[8][9][10]
  - mistrzostw świata (1983, 1986 – 5. miejsce, 1990 – 9. miejsce)[11][12]
  - kwalifikacji olimpijskich (1988 – 3. miejsce)[13]